# Gerald Mackenthun
Gerald Mackenthun (* 21. August 1950 in Westerland) ist ein deutscher Journalist, Autor und Psychotherapeut.

## Leben
Mackenthun besuchte die Grundschule in München-Schwabing sowie das naturwissenschaftliche Gisela-Gymnasium und das Nymphenburger Gymnasium. Ab 1970 studierte er zunächst Psychologie und Zeitungswissenschaft an der Ludwig-Maximilians-Universität München, wechselte 1971 an die Freie Universität Berlin, studierte Geschichte, Wirtschaftswissenschaft und Publizistik und schloss 1977 mit dem Diplom im Fach Politische Wissenschaft ab. Danach absolvierte er ein Volontariat bei der Frankfurter Rundschau in Frankfurt am Main. 1980/81 war er freiberuflicher Rundfunkjournalist für den RIAS und den Sender Freies Berlin, 1982/83 stellvertretender Pressesprecher der Senatsverwaltung für Schule in Berlin. Ab 1984 arbeitete für die Deutsche Presse-Agentur im Landesbüro Berlin, zunächst als fester freier Mitarbeiter und von 1991 bis 2003 als Wissenschaftsredakteur mit den Schwerpunkten Wissenschaft, Medizin, Gesundheit und Hochschulen.
1986 begann Mackenthun ein Zweitstudium der Psychologie an der FU Berlin und schloss 1990 mit dem Diplom ab. 1996 promovierte er mit einer Arbeit über „Widerstand und Verdrängung, Geschichte und Weiterentwicklung zweier Schlüsselbegriffe der Tiefenpsychologie“ an der TU Berlin bei Eva Jaeggi. 2003 erhielt er die Approbation als Psychologischer Psychotherapeut im Land Berlin. 2004/05 war er Bezugstherapeut an der Klinik für Psychosomatik und Psychotherapie der Charité in Berlin, 2005/06 an den Ruppiner Kliniken in Neuruppin in Brandenburg. Von 2005 bis 2010 praktizierte er als niedergelassener Psychologischer Psychotherapeut in Magdeburg, seit 2010 in Berlin. 2011 habilitierte er sich im Fach Klinische Psychologie an der Universität Klagenfurt mit einer Arbeit über „Gemeinschaftsgefühl. Eine Studie in Wertpsychologie und Lebensphilosophie seit Alfred Adler“.
Mackenthun übte diverse Lehrtätigkeiten an der Humboldt-Universität Berlin bzw. der Charité Berlin (bis 2000), der Akademie für Arbeitsmedizin und Umweltmedizin Berlin (bis 1999) sowie der Universität der Künste Berlin (bis 2003) aus und lehrte bis Sommersemester 2016 als Privatdozent an der Universität Klagenfurt.
Mackenthun übernahm am 1. Januar 2017 den VTA-Verlag (Verlag für Tiefenpsychologie und Anthropologie) von Klaus Hölzer.

## Mitgliedschaften
- 1977–2004 Deutsche Journalistinnen- und Journalisten-Union, IG Medien/ver.di
- 1992–2003 Mitglied der Wissenschaftspressekonferenz

## Veröffentlichungen
- Die Entstehungsgeschichte der 'Analytischen Sozialpsychologie' Erich Fromms 1928–1938. Eine Einführung. Haag & Herchen, Frankfurt am Main 1991, ISBN 3-89228-633-7.
- Katharina Kaminski, Gerald Mackenthun (Hrsg.): Individualpsychologie auf neuen Wegen: Grundbegriffe – Individualpsychologie als angewandte Ethik – Psychotherapie – Charakterkunde. Königshausen & Neumann, Würzburg 1997, ISBN 3-8260-1324-7.
- Gerald Mackenthun (Hrsg.): Verständnis und Mitgefühl: Vorträge und Essays zur tiefenpsychologischen Kulturanalyse und Psychosomatik. Königshausen & Neumann, Würzburg 2000, ISBN 3-8260-1806-0.
- Alfred Lévy und Gerald Mackenthun (Hrsg.): Gestalten um Alfred Adler: Pioniere der Individualpsychologie. Königshausen & Neumann, Würzburg 2002, ISBN 3-8260-2156-8.
- Mit Walter Krämer: Die Panik-Macher. Piper Verlag, München / Zürich 2001, ISBN 3-492-04355-0.[3]
- Elke Pilz (Hrsg.): Dorothea Schlegel und die Poesie des Lebens. In: Bedeutende Frauen des 18. Jahrhunderts. Königshausen & Neumann, Würzburg 2007, ISBN 978-3-8260-3552-4.
- Fukushima: Warum Kernenergie beherrschbar ist. Selbstverlag, Berlin 2011, ISBN 978-3-943268-00-3.
- Selfpublishing: das bessere Schritt-für-Schritt-Handbuch für Kindle, ePub, Epubli, ISBN, VLB und DNB. Selbstverlag, Berlin 2011, ISBN 978-3-943268-04-1.
- Widerstand und Verdrängung: Ursprung und Neuinterpretation zweier Schlüsselbegriffe der Tiefenpsychologie.  Psychosozial-Verlag, Gießen 2011, ISBN 978-3-8379-2049-9. (Komplett überarbeitete Neuauflage der Ausgabe von 1996)
- Gemeinschaftsgefühl: Wertpsychologie und Lebensphilosophie seit Alfred Adler. (Bibliothek der Psychoanalyse). Psychosozial-Verlag, Gießen 2012, ISBN 978-3-8379-2148-9.
- Grundlagen der Tiefenpsychologie. (Bibliothek der Psychoanalyse). Psychosozial-Verlag, Gießen 2013, ISBN 978-3-8379-2285-1.
- Alfred Adler – wie wir ihn kannten. Vandenhoeck & Ruprecht, Göttingen 2015, ISBN 978-3-525-46058-0.
- Berichte an den Gutachter schreiben in tiefenpsychologischen und psychoanalytischen Verfahren einschließlich der genauen Erörterung der Psychodynamik. BoD (Selbstverlag), 2., korrigierte und ergänzte Auflage, Nordersted 2018, ISBN 978-3-7412-5189-4.
- Diagnostik und Diagnose in tiefenpsychologischen und psychoanalytischen Verfahren. VTA (Eigenverlag), Berlin 2018, ISBN 978-3-946130-10-9.
- Tagebuch des Corona-Jahres 2020. VTA (Eigenverlag), Berlin 2021, ISBN 978-3-946130-32-1.
- Hat Freud noch recht? Neurobiologie für Psychologen. wbg Academic in der Verlag Herder GmbH, Freiburg 2024, ISBN 978-3-534-64007-2. E-Book ISBN 978-3-534-64013-3.